# Malgadonta
Malgadonta is een geslacht van vlinders van de familie tandvlinders (Notodontidae), uit de onderfamilie Notodontinae.

## Soorten
- M. anjouanica Kiriakoff, 1969
- M. idioptila (Bethune-Baker, 1916)